# Marche (metrostation)
Marche is een metrostation in de Italiaanse stad Milaan dat werd geopend op 10 februari 2013 en wordt bediend door lijn 5 van de metro van Milaan.

## Geschiedenis
In het metroplan van 1952 was voor het noordelijke deel van lijn 3 een tracé onder de Viale Marche voorgesteld als onderdeel van de verbinding Centrale FS – Maciachini. Het tracébesluit voor lijn 3 uit 1977 koos echter voor een zuidelijkere route zodat station Marche er niet kwam. In 1999 werd voorgesteld om een metrolijn van Garibaldi FS naar Bignami te bouwen en in september 2007 begon de aanleg in een bouwput tussen Zara en Marche. Station Marche werd alsnog gebouwd zij het een kwartslag gedraaid ten opzichte van de vroegere plannen voor lijn 3. Verder werd voor lijn 5 gekozen voor een kleinprofiel metro met onbemande voertuigen, type MAAB, in plaats van het grootprofiel materieel van de eerste drie lijnen. Op 10 februari 2013 werd het station geopend als onderdeel van het eerste stuk van de lijn tussen Zara en Bignami. 

## Ligging en inrichting
Het station ligt vlak ten noorden van de kruising Via Zara/Viale Marche waar zich ook de toegangen aan weerszijden van de Via Zara bevinden. Deze toegangen hebben elk twee trappen waarvan er een aansluit op de tramhalte en de andere op de stoep uitkomt. Aan de oostkant is ook nog een lift voor rolstoelgebruikers. Ondergronds zijn deze toegangen met een voetgangerstunnel onder de Via Zara met elkaar verbonden. Halverwege deze tunnel liggen de toegangspoortjes aan de noordkant en achter de poortjes dalen de reizigers af naar de verdeelhal op niveau -2. In de verdeelhal verdelen de reizigers zich afhankelijk van de gewenste rijrichting over de zijperrons die via trappen en liften aan de randen van de verdeelhal bereikbaar zijn. De metrolijn ligt in een dubbelsporige tunnel die met perrondeuren van de perrons gescheiden is. Ten zuiden van Marche liggen overloopwissels die tot 1 maart 2014 werden gebruikt om Zara op verkeerd spoor binnen te rijden zodat daar gekeerd kon worden.